# Bergsalangaan
De bergsalangaan (Aerodramus hirundinaceus; synoniem: Collocalia hirundinacea) is een vogel uit de familie Apodidae (gierzwaluwen).

## Verspreiding en leefgebied
Deze soort is endemisch in Nieuw-Guinea en telt twee ondersoorten:
- A. h. baru: Japen (nabij noordwestelijk Nieuw-Guinea).
- A. h. hirundinaceus: Nieuw-Guinea.